# Баксы сарыны
Баксы сарыны, также Заклинание шамана (каз. Бақсы сарыны) — древний жанр казахской обрядовой поэзии, импровизированная песня, имеющая магическую силу. Баксы сарыны исполнялись во время камлания (ритуал, которым шаман приводил себя в экстатическое состояние), которое включало в себя пляску, удары в бубен, гипнотическое воздействие на окружающих. Шаманство основывалось на вере в общение служителя культа с потусторонними духами. От молитвы баксы сарыны отличаются активным воздействием на потусторонние силы, принуждением их к желательным действиям. В основном шаманы занимались излечением больных и прорицанием, воздействуя сверхъестественным путем на людей, животных, явления природы, а также на духов и богов. Начало научному изучению шаманства у казахов было положено Ч. Валихановым в статьях «Следы шаманства у киргизов», «Тенгри» («Бог») и других.

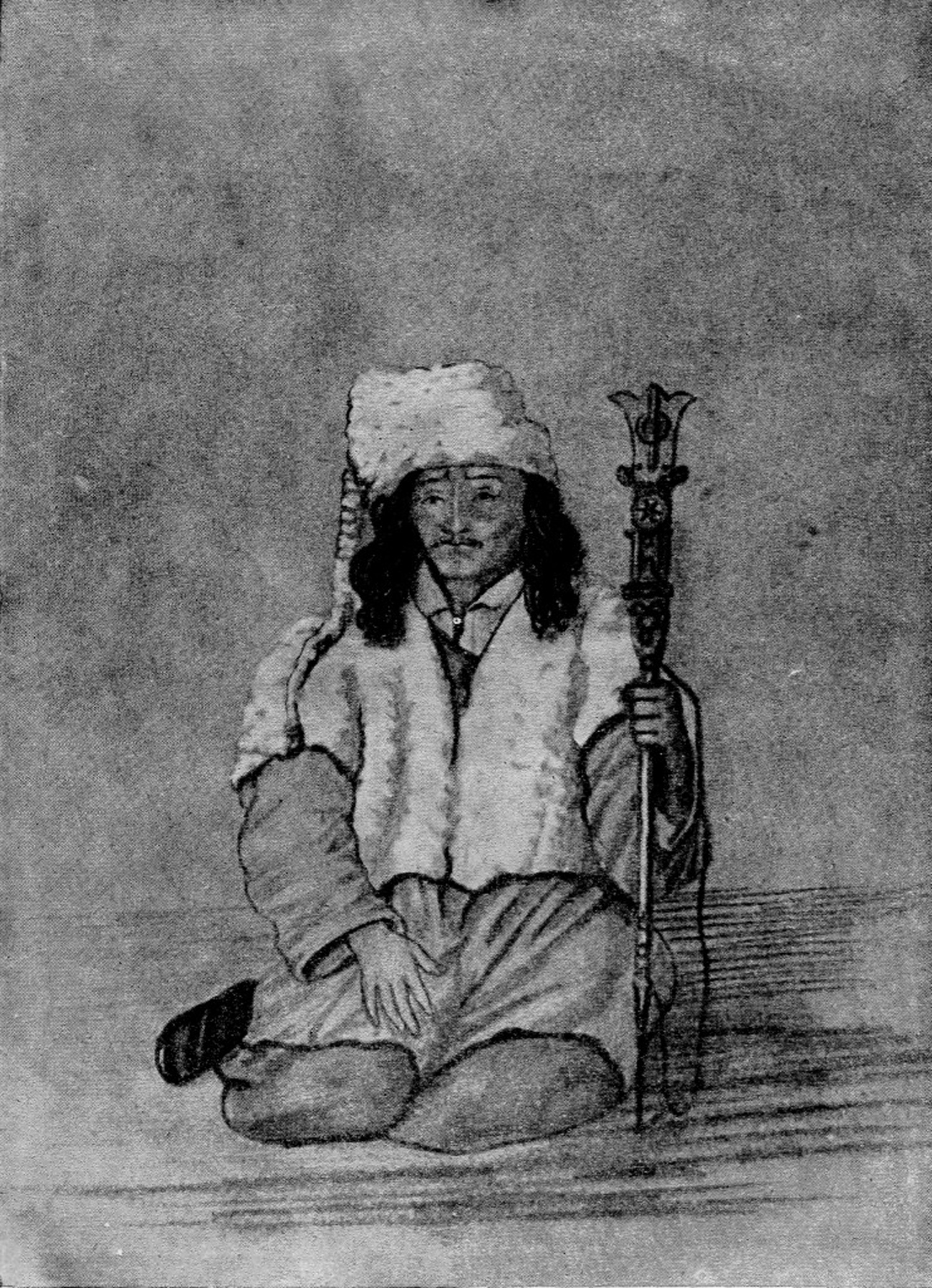
Дуана (колдун) Старшего жуза, рисунок П. Кошарова